# 김두희 (법조인)
김두희(金斗喜, 1941년 1월 10일 ~ )는 대한민국 제43대 법무부 장관을 역임한 법조인이다. 
부인 조정진과 사이에 2남 1녀의 자녀가 있으며 취미는 바둑이다.
경기고등학교를 2년만에 수료하고 검정고시로 서울대 법대에 입학하였으며, 1962년 2월 제14회 고등고시 사법과에 최연소 합격하였다.
초년검사 시절부터 장래 검찰총장감으로 지목받았으며 대검찰청 중앙수사부장, 법무부 검찰국장, 서울지방검찰청 검사장, 법무부 차관, 대검차장등은 검사라면 한번쯤 역임해 보고 싶은 요직을 두루 거친후 1993년 제24대 대한민국 검찰총장, 1994년 제43대 법무부 장관에 취임하였다.   
1986년과 1995년에 각각 황조근정훈장과 청조근정훈장을 받았다.

## 생애
붓끝처럼 뾰쪽하게 생겨서 문필봉이라고 불린 필봉산이 있는 경상남도 산청군 생초면에서 1941년  태어난 김두희는 경기고등학교 2학년때 고등학교 졸업 학력 검정고시에 합격하여 1958년 서울대학교 법학과에 입학하고 법학사 학위를 취득하였으며 1962년 서울대학교 사법대학원, 1975년 국방대학원에 입학하여 2년 과정으로 수료하였다. 서울대학교 학사 학위 취득을 앞둔 1962년 2월 제14회 고등고시 사법과에 합격하고 1963년부터 1966년까지 해군 법무관을 거쳐 1966년 12월 서울지방검찰청 검사에 임용되었다.
초임 검사 시절부터 업무능력과 뛰어난 판단력으로 윗 사람의 총애를 받은 김두희는 대검찰청 중수부장에 재직할 때 4대 재벌 토지매입 부정 사건을 처리했다.
서울지방검찰청 검사장으로 재직할 때 박종철 고문 치사 사건에 관련된 후배 검사가 이임 인사를 하러 왔을 때 "미안하다 검찰의 아픔을 같이 하지 못한게 안타깝다"며 후배의 손을 잡고 눈물을 글썽거렸다.
서울지검장을 지내고 있을 때의 일화. 검찰 인사를 앞두고 안기부에서 “박주선검사가 김대중 평민당총재의 외곽조직인 연청 사무실에 드나든 장면이 목격됐다”는 첩보가 청와대에 올라갔고, 박검사를 “한직으로 내쫓으라”는 지시가 검찰쪽에 전달됐다. 그러나 김전장관은 박검사를 불러 “그런 사실이 없다”는 확인을 받고 “자네를 음해하는 사람들이 많으니 조심하라”고 충고한 뒤 되레 박검사에게 좋은 보직을 줬다.
법무부 차관으로 재직하던 1989년 12월 29일 헌법재판소 전원합의부(주심 이시윤 재판관) 대심판정에서 열린 국가보안법 제7조 제1항과 제5항에 대한 위헌심판 변론에서 피청구인 자격으로 출석하여 "국가보안법은 마음 속에 공산주의 사상을 갖고 있다는 사실 그 자체를 금지하거나 처벌하는 것이 아니고 외부로 표출된 행위가 반국가단체 등을 이롭게 하는 경우에 한하여 처벌할 수 있으므로 오히려 자유 민주적 기본 질서에 입각한 통일의 정신에 부합하는 법률"이라고 진술하였으나 헌법재판소는 위헌 취지의 결정을 하였다.
법무부 검찰국장에 재직할 때 당시 김성기 법무부 장관이 '어금니'라는 별명을 붙였을 정도로 입이 무겁고 과묵하며 소신파로 알려진 김두희는 1992년 12월 7일에 제24대 대한민국의 검찰총장에 취임하면서 "검찰은 이번 대통령 선거를 맞아 특히 선거운동 및 투,개표과정의 불법행위를 엄단해 차기정권의 정통성과 도덕성 확보에 앞장설 것"이라며 "엄정공평과 불편부당의 검찰 정신을 구현해 국민의 신뢰를 받도록 노력하자"는 취임사를 밝혔다.
이후 문민정부가 출범하면서 법무부 장관에 기용된 김두희는 1993년 5월 3일에 있었던 국회 정치분야 대정부 질문에서 국가보안법과 안기부 개편 문제가 나오자 "공안 수요가 지속적으로 줄어들고 있다고 판단되면 여유 인력을 우리 사회의 구조적 지능적 범죄수사분야로 충당하겠다"고 답변했다. 11월 4일에는 "1961년 한국교원노조총연합회 사건은 교원노조가 4.19 직후 반공법과 집시법 폐지를 주장하다 검거돼 군사정변이후 상당수가 해직되고 일부는 특수범죄로 처벌받은 사건으로 알고 있다"며 "특별한 재심 사유가 없는 한 다시 수사에 착수할 수 없다"고 했다. 1994년 8월 29일에는 "야당에 주사파가 750명 있다고 했다가 여당을 포함한 숫자 또는 각계를 망라한 숫자라는 등 여러 가지 말을 해왔다"며 박홍 서강대 총장에 대한 수사 촉구와 관련하여 "사제와 대학총장이란 특수신분을 가진 박홍 총장이 사회에 경종을 울려주기 위해 익명으로 밝히는 점을 감안해 불고지죄로 처벌하기는 곤란하다"고 하면서 "주사파를 비롯한 좌익사상 오염원과 배후 조종자들에 대해서는 중형 구형으로 사회로부터 상당기간 격리시키겠다"며 "개전의 정이 없는 자들에 대해 가석방과 사면 등 대상에서 제외하여 정치적 고려에 따른 구속, 석방의 악순환을 차단하겠다 주사파가 공개적으로 활동을 시작한 1986년 1월이후 현재까지 국가보안법으로 처벌받은 경우는 8백여명이며 1987년 6.29 선언 이후 현재까지 11번의 특별사면 복권 조치 과정에서 주사파 일부 학생이 포함됐다"고 말했다. 문민정부에서 국가보안법 위반 구속자가 367명이라는 지적에 대해 1994년 10월 31일에 "국가보안법은 반국가적 활동을 막는 방어적 법이며 최근 북한의 대남 전술로 볼 때 폐지나 골격 변경은 바람직하지 않다 검찰의 독립과 중립성 확보를 위한 제도와 관행 등 모든 면에서 개혁 방안을 지속적으로 검토하고 발전시키겠다"고 했다.
검찰총장 취임 3개월 만에 법무부 장관으로 기용된 김두희는 "부정부패 척결과 국가기강확립이라는 새 정부의 당면 과제를 성공적으로 완수하기 위해 최선을 다하겠다"고 했으나 국회 본회의 대정부 질문에서 야당인 민주당 의원이 전두환, 노태우 전 대통령 등 12.12 관련자들에 대한 기소 요구가 있자 거부 의사를 밝혀 야당인 민주당으로부터 탄핵 주장이 제기되었다. 전두환, 노태우는 김두희의 사촌 동생인 김상희 (법조인)가 구속했다. 김상희 (법조인)는 법무부 차관에 재직할 때 "첫번째 할아버지의 손자가 김두희 전 법무부장관이고, 두번째 할아버지의 손자가 저이며, 세번째 할아버지의 외손자가 홍석현 회장, 홍석현 회장 모친이 나의 5촌 당고모"이라고 밝혔다.
1993년 3월 공직자 재산 공개를 하면서 김두희는 본인 명의의 서울시 서초구 방배동 아파트 55평형 323,000,000원 자동차 쏘나타 3,600,000원 예금(대한투자신탁 104,955,530원 하나은행 40,000,000원 국민은행 3,139,500원 외환은행 3,266,040원), 주식(한일은행 2000주 20,000,000원 주식회사 진도 918주 9,180,000원) 회원권(관악컨트리크럽 21,500000원 한원컨트리클럽 13,500,000원 방배스포츠플라자 7,500,000원 천마산스키장 4,000,000원 무주리조트 콘도 14,000,000원) 아내 조정진 명의의 예금(대한투자신탁 79,910,480원 제일은행 13,152,812원) 자동차 쏘나타 골드 9,000,000원 아버지 김용탁 명의의 경상남도 산청군 생초면 등선산 9곳 206,953 제곱미터 21,857,280원 밭 생초면 5곳 2,108 제곱미터 11,692,890원 논 생초면 4곳 11,819,530원 주택 생초면 대지 2,134 제곱미터 46,948,000원 건물 141 제곱미터 2,472,500원 예금(상업증권 11,966,486원 제일은행 1,321,318원)으로 총액 777,782,456원이었다.

1993년 5월 발생한 검찰 내부의 정덕진 형제가 연루된 슬롯머신 사건 비호세력 파문과 관련하여 당시 박종철 (법조인) 검찰총장과 함께 김두희가 사표를 제출했으나 반려되었다.
1994년 8월 29일에 있었던 국회 법사위에 출석하여 현안보고를 하면서 "주사파의 뿌리는 1986년 결성된 지하조직 구국학생연맹으로 파악된다. 1985년 10월부터 서울법대, 서울공대의 운동권 학생들이 ‘구국의 소리’방송에서 보내는 ‘정치사상강좌’ ‘정치철학강좌’ 등을 집중적으로 듣고 북한의 대남(對南)혁명노선인 민족해방인민 민주주의혁명론(NLPDR)을 학습하면서 주사파의 실체가 형성되기 시작했다."는 내용이 담긴〈주사파의 실상과 대책〉을 공개했다.
법무부 장관으로 재직할 때 정치권 등에서 전달돼오는 검사의 인사청탁 메모를 보면서 "검사들이 자존심도 없나"라고 한탄했다.
2002년 대통령 선거에서 이정락 변호사 등과 함께 이회창 후보의 와곽 조직 내 부국산악회를 조직하여 이회창 후보를 보좌했다.

## 경력
- 1965년 해군 법무관으로 통제부(현, 진해기지사령부) 법무관실 실장
- 1966년 2월 서울지방검찰청 검사
- 1967년 5월 법무부 법무관실 검사
- 1969년 11월 서울지방검찰청 검사
- 1973년 7월 대검찰청 검찰연구관
- 1974년 9월 서울지방검찰청 검사
- 1975년 9월 국방대학원 파견
- 1975년 10월 광주고등검찰청 검사
- 1976년 7월 법무부 검찰2과 과장
- 1979년 3월 부산지방검찰청 특수1부 부장
- 1980년 6월 법무부 검찰1과 과장
- 1980년 10월 ~ 1981년 12월 청와대 사정비서관
- 1981년 12월 ~ !982년 6월 서울고등검찰청 차장
- 1982년 6월 ~ 1983년 8월 대검찰청 형사2부 부장
- 1983년 8월 ~ 1985년 3월 대검찰청 중앙수사부 부장
- 1985년 3월 ~ 1987년 6월 법무부 검찰국 국장
- 1987년 6월 ~ 1989년 3월 서울지방검찰청 검사장
- 1989년 3월 ~ 1991년 4월 제31대 대한민국의 법무부 차관
- 1991년 4월 ~ 1992년 12월 제23대 대한민국의 대검찰청 차장검사
- 1992년 12월 ~ 1993년 3월 제24대 대한민국의 검찰총장
- 1993년 3월 8일 ~ 1994년 12월 23일 제43대 대한민국의 법무부 장관
- 1995년 9월 ~ 변호사 김두희 법률사무소
- 1996년 10월 ~ 사단법인 21세기국가발전연구원 이사
- 1996년 11월 ~ 2005년 8월 성균관대학교 이사
- 1999년 1월 ~ 2007년 4월 유민문화재단 감사
- 2001년 4월 ~ 2007년 4월 대한민국의 헌법재판소 자문위원
- 2003년 12월 ~ 2015년 12월 중부재단 이사
- 2007년 10월 ~ 서암학술장학재단 이사
- 2009년 7월 ~ 2013년 7월 세종재단 비상근이사
- 2012년 3월 21일 ~ 2013년 3월 21일 한국컴퓨터 사외이사 선임
- 2013년 3월 21일 ~ 2014년 3월 21일 한국컴퓨터 사외이사 재선임[22]
- 2014년 3월 13일 ~ 한국기원 고문[23]
- (사)21세기국가발전연구원 이사